# Новокутово
Новокутово (баш. Яңы Кото) — село в Чекмагушевском районе Республики Башкортостан Российской Федерации. Административный центр Новокутовского сельсовета.

## Топоним
Татарское население села называет его тат. Яңа Коты или просто тат. Коты.

## Географическое положение
Расстояние до:
- районного центра (Чекмагуш): 9 км,
- ближайшей ж/д станции (Буздяк): 76 км.

## Население
| 2002 | 2009 | 2010 |
| ---- | ---- | ---- |
| 564  | ↗582 | ↘542 |

## Известные жители
- Харис Малих (1915—1944) — поэт, участник Великой Отечественной войны.
- Давлетшин, Гамир Шаихович (1923—1944) — башкирский советский поэт и прозаик.
- Шагапов, Владислав Шайхулагзамович (17.03.1948 – 22.12.2022) — советский и российский математик, академик Академии наук РБ.

## Инфраструктура
Личное подсобное хозяйство с зоной сельскохозяйственного использования, индивидуальная застройка усадебного типа.
Есть средняя школа, сельский клуб. Установлен памятник, посвященный Победе в Великой Отечественной войне 1941—1945 гг.

## Транспорт
Новокутово доступно автотранспортом. Остановка общественного транспорта «Новокутово» на автодороге регионального значения «М-7 "Волга" - Новокутово»  (идентификационный номер 80 ОП  МЗ 80Н-033).

## Религия
В селе есть мечеть.